# Parallels Workstation
Parallels Workstation は、パラレルスの最初の商用ソフトウェア製品。同社は仮想化ソフトウェアの開発を専門とするソフトウェア企業。Parallels Workstation はインテルx86ベースのコンピュータ（OSは Microsoft Windows または Linux）向けの仮想機械であり、x86仮想コンピュータを複数同時に生成・実行することができる。基本的に店頭販売せず、ダウンロードパッケージとして配布されている。（Macintosh向けの製品は Parallels Desktop）

## 実装
他の仮想化ソフトウェアと同様、Parallels Workstation はハイパーバイザ技術を使っている。ハイパーバイザとは、プライマリOSとホストコンピュータの間に置かれる薄いソフトウェア層である。ハイパーバイザはホストマシンのハードウェアリソースの一部を直接制御し、仮想機械モニタとプライマリOSの両方にそれらリソースへのインタフェースを提供する。これにより、仮想化ソフトウェアのオーバーヘッドを低減する。Parallels Workstation のハイパーバイザは、インテルの Virtualization Technology (VT) やAMDの Secure Virtual Machine (SVM) といったハードウェア仮想化技術もサポートしている。

## 機能
Parallels Workstation はハードウェアエミュレーション仮想化ソフトウェアであり、仮想機械エンジンによって各仮想機械は自前のCPU、RAM、フロッピーディスク、CD-ROMドライブ、入出力機器、ハードディスクなど、実際のコンピュータを構成する全ての要素を持つことができる。Parallels Workstation は仮想環境内のあらゆるデバイスを仮想化し、それにはGPUやネットワークカード、ハードディスクアダプタなども含まれる。また、パラレルポートやUSBデバイスのためのパススルードライバも提供している。
ゲスト仮想機械はホストコンピュータの実際のハードウェアとは無関係に全て同じハードウェアドライバを使っているため、仮想機械インスタンスはコンピュータ間での可搬性が高い。例えば、動作中の仮想機械を一時停止し、別の物理コンピュータにコピーし、再スタートさせることが可能である。
Parallels Workstation は標準的なPCのハードウェアを完全に仮想化でき、以下のようなものも仮想化対象となる。
- PentiumまたはDuronプロセッサ
- インテル i815チップセット互換のマザーボード
- 最大1.5GBのRAM（ただし、i815は実際には512MBまでしかメモリをサポートしていない）
- VGAおよびSVGAビデオカード（VESA 3.0 サポート）
- 1.44MBフロッピーディスク。実際の物理装置にマッピングすることもできるし、イメージファイルにマッピングすることもできる。
- 最大4個のIDEデバイス。仮想ハードドライブは20MBから128GBまで可能で、仮想 CD/DVD-ROM ドライブもある。IDEデバイスは物理装置にマッピングすることもできるし、イメージファイルにマッピングすることもできる。
- 最大4個のシリアルポート。実際のポートにマッピングすることもできるし、パイプや出力ファイルにマッピングすることもできる。
- 最大3個の双方向パラレルポート。実際のポートにマッピングすることもできるし、プリンターや出力ファイルにマッピングすることもできる。
- Realtek RTL8029 (AS) 互換の仮想イーサネットカード
- 2ポートUSB 1.1 コントローラ
- AC97互換サウンドカード
- 104キーWindows対応キーボードとPS/2ホイール付きマウス

## 既知の問題点
Parallels Workstation には2008年3月現在、以下のような問題（制限）がある。
- 32ビットのOSしか実行できない。
- 1つの仮想機械インスタンスに複数個のCPUを割り当てることができない。
- DVD / CD-ROMのパススルーアクセスが実装されていないため、ゲスト仮想機械が排他的に装置を使ってDVDやCDを焼くことができない。
- 全仮想機械のメモリ容量の合計は最大4GBで、個々の仮想機械では最大1.5GBまで。
- ネットワークエミュレーションではNATをサポートしていない[2]。